# Lživá zrcadla
Lživá zrcadla (rusky: Фальшивые зеркала) je kniha ruského spisovatele Sergeje Lukjaněnka. Jedná se o druhou část trilogie Labyrint. Předchází ji kniha s názvem Bludiště odrazů.

## Děj
Detektivní Sci-Fi román. Diver (návštěvník virtuální reality Hlubina) Leonid se dozvídá o smrti svého bývalého kamaráda, počítačového hackera. Tento byl záhadně zabit při pokusu o krádež "zakázaného" software. Smrt nezůstane jen ve virtuální rovině Hlubiny, jak bylo dosud zvykem, ale přenese se do reálného světa, nemožné se stává skutečností, hra končí. Leonid se vydává do Hlubiny, aby zde na vlastní riziko odhalil tajemství nové smrtící zbraně..
Kniha popisuje reálný vliv působení virtuální reality na náš svět. Tato působivá sci-fi si zahrává s téměř možnými eventualitami, až vás zamrazí v zádech, co vše se může stát, stačí jen malý krůček, zapnete počítač, stisknete Enter.. Jak je u Lukjaněnka zvykem, nechybí, kromě bravurního vypravěčského stylu, reálné vidění a kritika současné (nejen) ruské společnosti. K literárním požitkům z této ryzí detektivní Sci-Fi patří i záznam požitků z oboru gastronomie, podle kterých lze Lukjašenkův rukopis spolehlivě identifikovat.

## Postavy
- Leonid — diver, který na konci prvního dílu trilogie získal zvláštní schopnosti. Žije v Moskvě
- Vika («Nike») — manželka Leonida.
- Andrej Nedosilov — profesor psychologie.
- Čingiz — zkušený hacker.
- Romka — bývalý diver.